# Park Jong-jin
Park Jong-jin (né le 24 juin 1987) est un footballeur sud-coréen qui joue pour au Suwon Samsung Bluewings en tant que milieu de terrain. Il participe à la Coupe du monde de football des moins de 20 ans 2007 avec l'équipe nationale de Corée du Sud des moins de 20 ans.

## Source
- (en) Cet article est partiellement ou en totalité issu de l’article de Wikipédia en anglais intitulé « Park Jong-Jin » (voir la liste des auteurs).